# Частная производная
В математическом анализе частная производная (первая производная) — одно из обобщений понятия производной на случай функции нескольких переменных.
Частная производная — это предел отношения приращения функции по выбранной переменной к приращению этой переменной, при стремлении этого приращения к нулю.
Частная производная функции {\displaystyle f} по переменной {\displaystyle x} обычно обозначается {\displaystyle {\tfrac {\partial f}{\partial x}}}, {\displaystyle f_{x}} или {\displaystyle D_{x}f}. В случае если переменные нумерованы, например {\displaystyle x_{1},\dots ,x_{n}} используются также обозначения {\displaystyle f_{i}} и {\displaystyle D_{i}f}.
В явном виде частная производная функции {\displaystyle f(x_{1},x_{2},\ldots ,x_{n})} в точке {\displaystyle (a_{1},a_{2},\ldots ,a_{n})} определяется следующим образом:

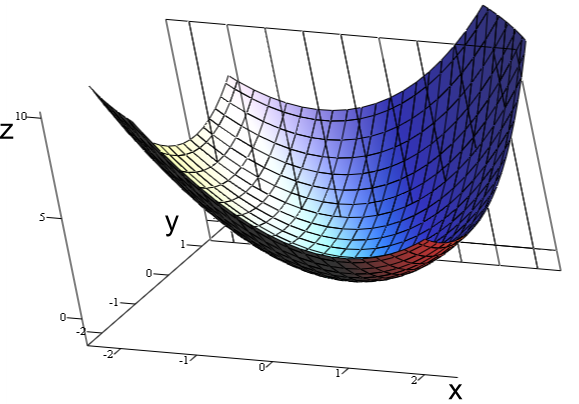
График функции z = x² + xy + y². Частная производная в точке (1, 1, 3) при постоянном y соответствует углу наклона касательной прямой, параллельной плоскости xz.

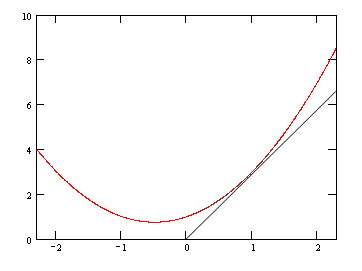
Сечения графика, изображенного выше, плоскостью y = 1

{\displaystyle {\frac {\partial f}{\partial x_{k}}}(a_{1},\cdots ,a_{n})=\lim _{\Delta x\to 0}{\frac {f(a_{1},\ldots ,a_{k}+\Delta x,\ldots ,a_{n})-f(a_{1},\ldots ,a_{k},\ldots ,a_{n})}{\Delta x}}.}

| Оператор \ Функция                       | {\displaystyle f(x)} | {\displaystyle f(x,y,u(x,y),v(x,y))} |
| ---------------------------------------- | --- | --- |
| Дифференциал                             | 1: {\displaystyle \operatorname {d} \!f=f'_{x}\operatorname {d} \!x}                                                     | 2: {\displaystyle \operatorname {d} _{x}\!f=f'_{x}\operatorname {d} \!x} 3: {\displaystyle \operatorname {d} \!f=f'_{x}\operatorname {d} \!x+f'_{y}\operatorname {d} \!y+f'_{u}\operatorname {d} \!u+f'_{v}\operatorname {d} \!v}                                                                                   |
| Частная производная (первая производная) | {\displaystyle f'_{x}{\overset {\underset {\mathrm {(1)} }{}}{=}}{\frac {\operatorname {d} \!f}{\operatorname {d} \!x}}} | {\displaystyle f'_{x}{\overset {\underset {\mathrm {(2)} }{}}{=}}{\frac {\operatorname {d} _{x}\!f}{\operatorname {d} \!x}}={\partial f \over \partial x}} |
| Полная производная (вторая производная)  | {\displaystyle {\frac {\operatorname {d} \!f}{\operatorname {d} \!x}}{\overset {\underset {\mathrm {(1)} }{}}{=}}f'_{x}} | {\displaystyle {\frac {\operatorname {d} \!f}{\operatorname {d} \!x}}{\overset {\underset {\mathrm {(3)} }{}}{=}}f'_{x}+f'_{u}{\frac {\operatorname {d} \!u}{\operatorname {d} \!x}}+f'_{v}{\frac {\operatorname {d} \!v}{\operatorname {d} \!x}};(f'_{y}{\frac {\operatorname {d} \!y}{\operatorname {d} \!x}}=0)} |

## Обозначение
Следует обратить внимание, что обозначение {\displaystyle {\frac {\partial f}{\partial x}}} следует понимать как цельный символ, в отличие от обычной производной функции одной переменной {\displaystyle {\frac {df}{dx}}}, которую можно представить как отношение дифференциалов функции и аргумента. Однако и частную производную можно представить как отношение дифференциалов, но в этом случае необходимо обязательно указывать, по какой переменной осуществляется приращение функции: {\displaystyle {\frac {\partial f}{\partial x}}\equiv {\frac {d_{x}f}{dx}}}, где {\displaystyle d_{x}f} — частный дифференциал функции {\displaystyle f} по переменной {\displaystyle x}. Часто непонимание факта цельности символа {\displaystyle {\frac {\partial f}{\partial x}}} является причиной ошибок и недоразумений, как, например, сокращение {\displaystyle \partial x} в выражении {\displaystyle {\frac {\partial f}{\partial x}}{\frac {\partial x}{\partial t}}} .

## Геометрическая интерпретация
Геометрически, частная производная даёт производную по направлению одной из координатных осей. Частная производная функции {\displaystyle f} в точке {\displaystyle {\vec {x}}{\,}^{0}=(x_{1}^{0},\ldots ,x_{n}^{0})} по координате {\displaystyle x_{k}} равна производной {\displaystyle {\frac {\partial f}{\partial {\vec {e}}}}} по направлению {\displaystyle {\vec {e}}={\vec {e}}{\,}^{k}=(0,\ldots ,0,1,0,\ldots ,0)}, где единица стоит на {\displaystyle k}-м месте.

## Примеры

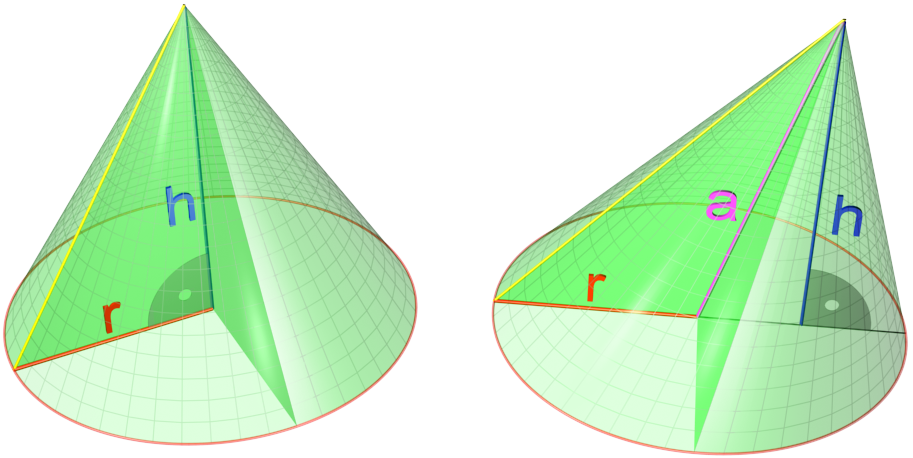
Объём конуса зависит от высоты и радиуса основания

Объём V конуса зависит от высоты h и радиуса r, согласно формуле
{\displaystyle V={\frac {\pi r^{2}h}{3}},}
Частная производная объёма V относительно радиуса r
{\displaystyle {\frac {\partial V}{\partial r}}={\frac {2\pi rh}{3}},}
которая показывает скорость, с которой изменяется объём конуса, если его радиус меняется, а его высота остаётся неизменной. Например, если считать единицы измерения объёма {\displaystyle m^{3}}, а измерения длины {\displaystyle m}, то вышеуказанная производная будет иметь размерность скорости измерения объёма {\displaystyle m^{3}/m}, т.е. изменение величины радиуса на 1 {\displaystyle m} будет соответствовать изменению объёма конуса на {\displaystyle {\frac {2\pi rh}{3}}} {\displaystyle m^{3}}.
Частная производная относительно h
{\displaystyle {\frac {\partial V}{\partial h}}={\frac {\pi r^{2}}{3}},}
которая показывает скорость, с которой изменяется объём конуса, если его высота меняется, а его радиус остаётся неизменным.
Полная производная V относительно r и h
{\displaystyle {\frac {\operatorname {d} V}{\operatorname {d} r}}=\overbrace {\frac {2\pi rh}{3}} ^{\frac {\partial V}{\partial r}}+\overbrace {\frac {\pi r^{2}}{3}} ^{\frac {\partial V}{\partial h}}{\frac {\operatorname {d} h}{\operatorname {d} r}}}
и
{\displaystyle {\frac {\operatorname {d} V}{\operatorname {d} h}}=\overbrace {\frac {\pi r^{2}}{3}} ^{\frac {\partial V}{\partial h}}+\overbrace {\frac {2\pi rh}{3}} ^{\frac {\partial V}{\partial r}}{\frac {\operatorname {d} r}{\operatorname {d} h}}}
Различие между полной и частной производной — устранение косвенных зависимостей между переменными в последней.
Если (по некоторым причинам) пропорции конуса остаются неизменными, то высота и радиус находятся в фиксированном отношении k,
{\displaystyle k={\frac {h}{r}}={\frac {\operatorname {d} h}{\operatorname {d} r}}.}
Это даёт полную производную относительно r:
{\displaystyle {\frac {\operatorname {d} V}{\operatorname {d} r}}={\frac {2\pi rh}{3}}+k{\frac {\pi r^{2}}{3}}}
Уравнения, в которые входят частные производные, называются дифференциальными уравнениями в частных производных и широко известны в физике, инженерии и других науках и прикладных дисциплинах.